# Metoprolol
Metoprolol, vândut sub denumirea comercială de Lopressor, printre altele, este un medicament beta-blocant selectiv pentru receptorii β1. Este utilizat în tratarea tensiunii arteriale ridicate, durerii în piept cauzate de fluxul slab al sângelui către inimă (angina pectorală) și un număr de afecțiuni ce implică o rată cardiacă anormal de mare. De asemenea, este utilizat pentru prevenirea problemelor post-infarct miocardic și a preveni durerile de cap în cazul celor care suferă de migrene.

## Metode de utilizare
Acesta este disponibil sub formă de suspensie orală sau poate fi administrat intravenos. Adesea, medicamentul este administrat de două ori pe zi. Există un comprimat cu eliberare prelungită care se administrează o dată pe zi. Metoprolol poate fi utilizat în combinație cu hidroclorotiazidă într-o singură tabletă.

## Efecte secundare
Reacțiile adverse cele mai des întâlnite includ tulburările de somn, senzația de oboseală, senzația de leșin și disconfortul abdominal. Dozele mari pot cauza o intoxicație severă. Nu a fost exclus riscul în timpul sarcinii. Se pare că nu prezintă probleme în cazul alăptării. Este necesară o atenție sporită în cazul celor cu afecțiuni ale ficatului sau astm. În cazul întreruperii tratamentului, aceasta ar trebui efectuată lent pentru nu cauza alte probleme de sănătate.

## Istoric, societate și cultură
Metoprolol a fost produs pentru prima oară în 1969. Acesta se află pe lista medicamentelor esențiale publicată de Organizația Mondială a Sănătății, cuprinzând cele mai importante medicamente dintr-un sistem medical de bază. Este disponibil sub forma unui medicament generic. În 2013, Metoprolol s-a poziționat pe locul 19 în topul medicamentelor prescrise de medici în Statele Unite ale Americii.

## Stereochimie
Metoprololul conține un stereocentric și conține doi enantiomeri. Acesta este un racemat, adică un amestec 1: 1 de (R) - și (S) -formă:
| Enantiomerii metoprololului | Enantiomerii metoprololului |
| --------------------------- | --------------------------- |
| CAS-Nummer: 81024-43-3      | CAS-Nummer: 81024-42-2      |